# Преноксдиазин
Преноксдиазин (Prenoxdiazine) - синтетический противокашлевой препарат.

## Физические свойства
Белый или почти белый кристаллический порошок.

## Общая информация
Является противокашлевым средством периферического действия. Препарат блокирует периферические звенья кашлевого рефлекса за счёт следующих эффектов:
- Местного анестезирующего действия, которое уменьшает раздражимость периферических чувствительных (кашлевых) рецепторов дыхательных путей;
- Бронхорасширяющего действия, благодаря которому происходит подавление рецепторов растяжения, принимающих участие в кашлевом рефлексе;
- Незначительного снижения активности дыхательного центра (без угнетения дыхания).

Противокашлевой эффект препарата примерно равен таковому у кодеина. Преноксдиазин не вызывает привыкания и лекарственной зависимости. При хроническом бронхите отмечено противовоспалительное действие.

## Фармакокинетика
Преноксдиазин быстро и в значительной степени абсорбируется из ЖКТ. Cmax (максимальная концентрация) достигается через 30 минут после приёма препарата, его терапевтическая концентрация поддерживается в течение 6-8 часов.
Связь с белками плазмы составляет 55-59%.
T1/2  (период полувыведения) составляет 2.6 часа.
Большая часть принятой дозы метаболизируется в печени и только приблизительно 1/3 принятой дозы препарата выводится в не измененном виде, а остальная часть - в виде метаболитов.
В течение первых 12 часов метаболизма преноксдиазина, наиболее важную роль играет билиарная экскреция его и его метаболитов. Через 24 часа после приёма выделяется 93% препарата. За 72 часа после приёма внутрь 50-74% принятой дозы выводится с калом и 26-50% - с мочой.

## Применение
Применяют как противокашлевое средство при катарах верхних дыхательных путей, острых и хронических бронхитах, бронхопневмонии, бронхиальной астме, эмфиземе и др. Может применяться перед бронхоскопией и бронхографией (в сочетании с атропином).

## Способ применения
Внутрь взрослым по 0,1 г (1 таблетка) 3-4 раза в день, в тяжёлых случаях — по 0,2 г 3-4 раза в день; детям в зависимости от возраста — по 0,025-0,05 г (1/4-1/2 таблетки) 3-4 раза в день. Во избежание анестезии слизистой оболочки рта проглатывают не разжёвывая.

## Побочные действия
- Аллергические реакции: редко - кожная сыпь; ангионевротический отек;
- Со стороны ЖКТ: редко - сухость во рту или в горле; анестезия (временное онемение и потеря чувствительности) слизистой оболочки полости рта; в менее чем в 10% случаев - боли в желудке; склонность к запорам; тошнота;
- Со стороны нервной системы: при использовании препарата в высоких дозах - легкий седативный эффект; утомляемость. Седативный эффект прекращается через несколько часов после применения препарата.

## Противопоказания
- Заболевания, связанные с обильной бронхиальной секрецией;
- Состояние после ингаляционного наркоза;
- Непереносимость галактозы, недостаточность лактазы или мальабсорбция глюкозы - галактозы;
- Повышенная чувствительность к препарату;
- С осторожностью применяется в детском возрасте;
- В период беременности или лактации применяется в случае, если потенциальная польза для матери превышает возможный риск для плода или ребёнка.

## Передозировка
Данных по передозировке для человека не имеется. Побочные эффекты, действующие на нервную систему, возможны только в случае превышения терапевтических доз.

## Лекарственное взаимодействие
Преклинических и клинических данных о взаимодействии с другими препаратами не имеется, однако не рекомендуется комбинировать препарат с муколитическими и отхаркивающими средствами, так как он может затруднять выделение мокроты, разжижаемой последними. 